# 俺の彼女はロリで巨乳で秋葉系
『俺の彼女はロリで巨乳で秋葉系』（おれのかのじょはロリできょにゅうであきばけい）は、日本のアダルトゲームブランド・スワンが2007年1月12日に発売した18禁アドベンチャーゲーム。

## 概要
有限会社アセンドアイのブランド・スワンの第2作。偶然、幼馴染みがメイド喫茶でアルバイトをしていることを知った主人公がオタク趣味を自分に隠していた幼馴染みとコスプレ衣装を作るのが趣味の先輩に翻弄されるコメディ作品である。

## 登場人物
森田 和彦（もりた かずひこ）
法王大学に通う普通の男子大学生。たまたま入った秋葉原のメイド喫茶で幼馴染みの春花がアルバイトしていることを知り、オタク趣味でないにもかかわらず春花と先輩の千鶴に翻弄される日々を送ることになる。
三島 春花（みしま はるか）
和彦の幼馴染み。揃って上京し、同じ学生寮で暮らしている。相当なオタク趣味であるが、和彦には秘密にしていた。ところが、秋葉原のメイド喫茶でアルバイトしていた所を和彦に見つかってしまう。
雨宮 千鶴（あまみや ちづる）
和彦と春花の先輩。大学のコスプレサークルに所属しており、コスプレ衣装の材料費を稼ぐためにメイド喫茶でアルバイトをしているが本人は背の低さがコンプレックスのため自分で衣装を着ることは稀で春花に着せることの方が多い。

## スタッフ
- 原画 文月紫